# پرنس ژانگ
لی شیان (به انگلیسی: Prince Zhanghuai) (تولد:۲۹ ژانویه ۶۵۵ - مرگ: ۱۳ مارس ۶۸۴) وی فرزند ششم امپراتور گائوزونگ و فرزند سوم از امپراتریس وو بود که بعد از مرگ برادر بزرگش لی هونگ از سال ۶۷۵ تا ۶۸۰ میلادی به توصیه مادرش امپراتریس وو ولیعهد سلسله تانگ ایجاد شد. وی همچون برادرش لی هونگ بعد از مدتی مخالف سرسخت مادرش شد و برای براندازی او از مقام حاکم مشترک با امپراتور گائوزونگ که به طور دفاکتو بود، به طور مخفیانه با دشمنان مادر خود همدستی کرد، اما امپراتریس وو از این قضیه بو برد و بعد لی شیان و همدستانش را متهم به خیانت بر زده امپراتور کرد و او را از مقامش عزل و تبعید کرد، ۴ سال بعد زمانی که امپراتور گائوزونگ درگذشت، امپراتریس وو به امپراتریس بیوه و نایب السلطنه تبدیل شد بود و بعد از دو ماه بعد از حذف رقبای سیاسی واقعی و بالقوه که شامل امپراتور ژونگ زونگ و خانواده همسری او هم می شد، او حکم برکناری ژونگ زونگ را بعد از نافرمانی از خودش صادر کرد و تمامی خانواده همسری او را متهم به خیانت کرد و آنها را از جایگاه های خود سلب کرد و در کنار آنها بیشتر مقامات و ژنرال‌های کشور را متهم به نافرمانی و خیانت از خود کرد و حکم اعدام همه را صادر کرد، همچنین امپراتریس وو تصمیم گرفت لی شیان را هم در این پاکسازی دخیل کند و حکم سلطنتی را صادر کرد که لی شیان بیاید خودکشی کند.